# Бирюков, Валентин Гаврилович
Валентин Гаврилович Бирюков (1 [14] апреля 1901, Москва — 4 мая 1976) — советский учёный-электротехник, лауреат Ленинской премии (1962).

## Биография
Родился в Москве 1 (14) апреля 1901, сын железнодорожника; в 1906 году переехал вместе с семьей во Владимир.
Учился во Владимирской земской мужской гимназии. Работал кочегаром паровоза депо станции Владимир.
В 1917 году вступил в союз молодежи «III Интернационал». В 1919 г. — секретарь Владимирского губернского комитета комсомола. Член КПСС с 1920 года.
В 1919—1921 гг. служил в РККА, участник Гражданской войны. Окончил электротехническое отделение Московских военно-инженерных курсов комсостава (1920) и электротехнический факультет МВТУ (1928).
В 1927—1966 работал в ВЭИ: инженер, в 1937—1966 зам. директора по научной работе, с 1942 начальник ОКБ по новой технике, в 1963—1964 и. о. директора.
С 1966 года на пенсии по состоянию здоровья.
Урна с прахом захоронена в колумбарии Новодевичьего кладбища.

## Награды и звания
Кандидат технических наук (1946). Старший научный сотрудник (1935).
Ленинская премия 1962 года — за участие в создании комплекса высоковольтного оборудования.
Награждён орденами Ленина, Красной Звезды, двумя орденами Трудового Красного Знамени.